# Nanticoke (Pensilvânia)
Nanticoke é uma cidade localizada no estado norte-americano de Pensilvânia, no Condado de Luzerne.

## Demografia
Segundo o censo norte-americano de 2000, a sua população era de 10.955 habitantes.
Em 2006, foi estimada uma população de 10.341, um decréscimo de 614 (-5.6%).

## Geografia
De acordo com o United States Census Bureau tem uma área de
9,4 km², dos quais 9,1 km² cobertos por terra e 0,3 km² cobertos por água. Nanticoke localiza-se a aproximadamente 298 m acima do nível do mar.

## Localidades na vizinhança
O diagrama seguinte representa as localidades num raio de 8 km ao redor de Nanticoke.